# ATP Challenger Tour
ATP Challenger Tour, do 2008. godine poznat kao ATP Challenger serija, serija je međunarodnih muških teniskih turnira.  
Najveća razina natjecanja u muškom tenisu je ATP World Tour, dok ATP Challenger Tour predstavlja drugu najveću razinu natjecanja, a Futures turniri su treća, ujedno i posljednja međunarodno priznata razina natjecanja u muškom profesionalnom tenisu. 
ATP Challenger Tour-om upravlja Udruga teniskih profesionalaca. Igrači koji uspiju prikupiti dovoljno bodova na ATP Challenger Tour-u, mogu sudjelovati u kvalifikacijama ili glavnom ždrijebu turnira iz serije ATP World Tour-a. 

## Povijest
Prvi challenger turniri su održani 1978. godine. Ukupno je bilo odigrano 18 natjecanja. Dva su bila održana na početku siječnja u Aucklandu i Hobartu.  Ostali turniri su bili igrani između 18. lipnja i 18. kolovoza u SAD-u, u sljedećim gradovima: Shreveport, Birmingham, Asheville, Raleigh, Hilton Head, Virginia Beach, Wall, Cape Cod, i Lancaster.  
Nakon mjesec dana pauze, turniri su se nastavili igrati 24. i 25. rujna, u Tinton Fallsu i Lincolnu.  Tjedan poslije odigran je jedan turnir u Salt Lake City-u, zatim dva istodobno u Tel Aviv-u i u San Ramonu. Nakon toga je uslijedio turnir u Pasadeni, a posljednji turnir se održao mjesec poslije u Kyotu.  
2008. odigrano je 178 turnira u više od 40 država.
2020. godine odigrano je prvo izdanje tog turnira u Splitu.

## Karakteristike i struktura natjecanja
Challenger turniri se igraju uz nagradni fond između 35.000 i 150.000+ dolara, što ovisno tome osigurava li turnir tzv. gostoprimstvo (hranu i smještaj) igračima, određuje broj bodova koje igrač dobiva za svaku pobjedu na turniru. 
Bodovi za ukupnu pobjedu idu u rasponu od 75 bodova na turnirima uz nagradni fond od 35.000 dolara, do 125 bodova na turnirima koji se igraju uz nagradni fond od 150.000 dolara i gostoprimstvo.
Ljestvica igrača se bazira na principu akumuliranih bodova tijekom 52 tjedna. Igrač koji prikupi oko 400 bodova u posljednja 52 tjedna je rangiran oko 100-tog mjesta. 200 bodova znači poziciju oko 200-tog mjesta, dok 50-ak prikupljenih bodova označava poziciju blizu 500-tog mjesta ATP ljestvice. 

## Poveznica
- serija turnira ATP World Tour 500
- serija turnira ATP World Tour 250

## Vanjske poveznice
- službena stranica